# Design collaboratif
Le design collaboratif est une pratique du design qui implique les usagers dans le processus créatif.

## Définition
Le design collaboratif valorise le partage de connaissances et stimule la transversalité professionnelle.
En général, les chefs de projets s’entourent de plusieurs champs de compétences afin d’enrichir leur proposition (urbanistes et graphistes, designers produits et architectes, etc.).
Les utilisateurs sont quant à eux sollicités pour leur expertise de terrain ou d’un domaine en particulier à la genèse d’un projet. Ils sont invités ponctuellement via des séminaires, des ateliers participatifs ou du consulting par questionnaire.
Ils peuvent également être impliqués dans le développement du projet pour leur donner la possibilité se l’approprier. Ils sont alors complètement intégrés au processus de création grâce à des workshops collaboratifs ou de l’accompagnement de projet. Cela permet de les rendre attentifs aux transformations qui les entourent et de les rendre actifs dans leur quotidien.

## Exemples

### Théoriciens
Le philosophe Bernard Stiegler s’engage depuis plusieurs années à penser une société où le partage des savoirs et des compétences est l’enjeu principal, notamment grâce aux nouvelles technologies et outils numériques open-source.
Il est rejoint par Michel Bauwens, théoricien belge qui prône le pair-à-pair et l’accessibilité aux connaissances et aux ressources par tous.

### Tiers-lieux
De nombreux lieux de fabrication ouverts se sont développés selon cette dynamique de partage.
Nommés fablabs, ils proposent au public l’apprentissage et l’utilisation de logiciels open-source, d’outils numériques et de machines de façonnage (fraiseuse numérique, découpe laser, imprimante 3D et autres outils de fabrication). Cette accessibilité leur permet de faire émerger des idées et de s’intégrer davantage dans l’innovation et la création.

#### Urbanisme
Des designers cherchent à enrichir les espaces urbains et ruraux, grâce à des collaborations actives avec les habitants.

### Musées
Plusieurs musées cherchent à offrir à leur public une expérience de visite plus interactive. Ils développent des installations ludiques en lien avec les programmations culturelles afin de stimuler les visiteurs. Cela encourage une médiation autour du contexte et des besoins évoqués par l’art et l’innovation. La Gaîté Lyrique à Paris, créé des ateliers et workshops pour enfants dans le domaine du design et du numérique, pour les sensibiliser à ces pratiques.